# Flierbosdreef

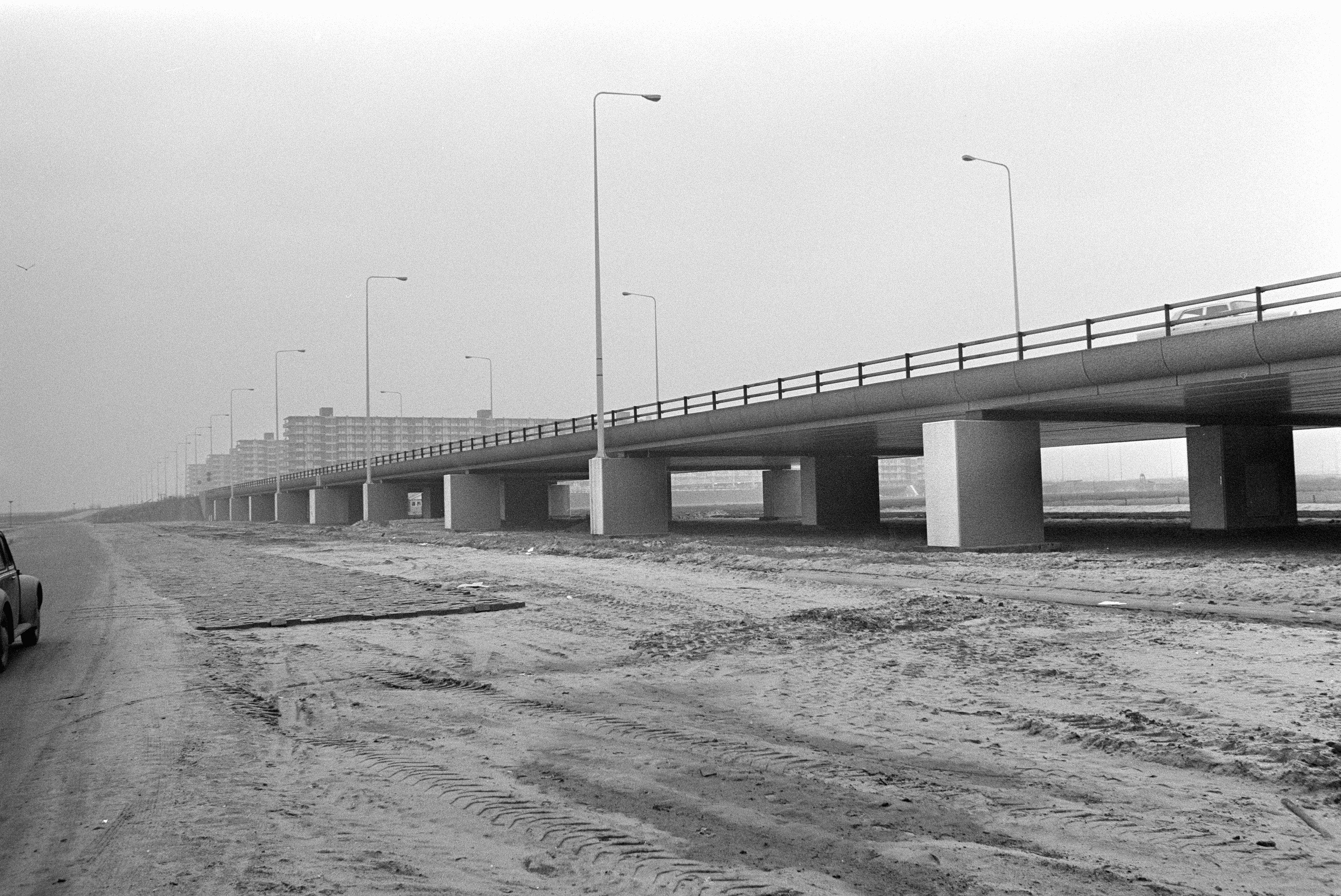
Flierbosdreef in 1971

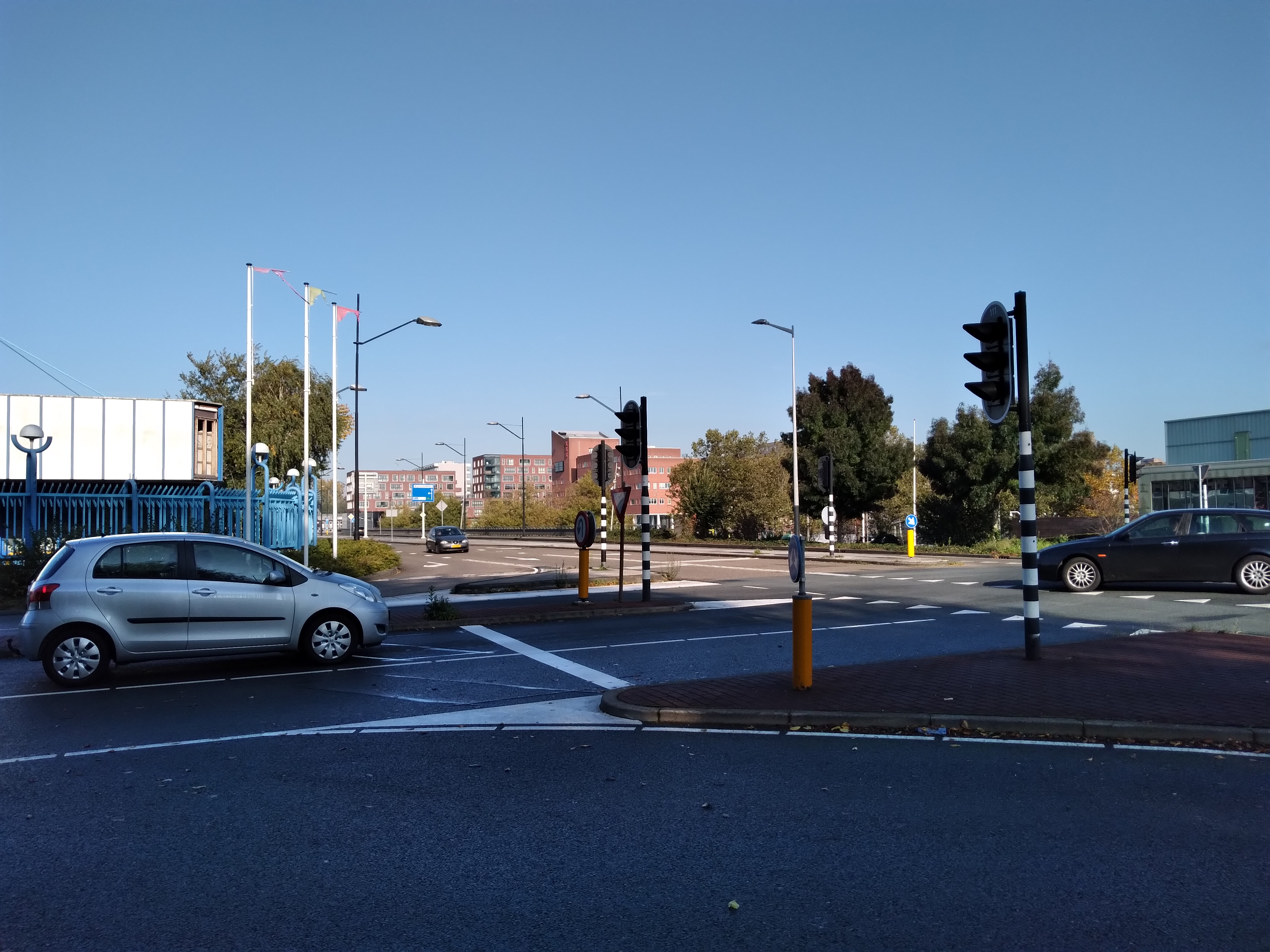
De Flierbosdreef ter hoogte van de Hoogoorddreef (op de voorgrond) (oktober 2020)

De Flierbosdreef is een dreef in de Bijlmermeer in Amsterdam-Zuidoost. Hij loopt van noord naar zuid en verbindt de Bijlmerdreef nabij het Bijlmerplein en Anton de Komplein met de Karspeldreef. Het eerste gedeelte van de uitsluitend voor snelverkeer toegankelijke dreef werd geopend op 29 september 1968 gelijktijdig met de komst van de eerste bijlmerbuslijn en de naderende oplevering van de eerste woningen.
Ter hoogte van het eerst op te leveren flatgebouw Hoogoord, bij de kruising met de huidige Hoogoorddreef, bevond zich een tijdelijke keermogelijkheid voor de bus. In 1969 werd de geheel verhoogde dreef volledig in gebruik genomen na de voltooiing van het eerste gedeelte van de H-buurt met de flatgebouwen Hofgeest, Haag en veld en Hogevecht. De parkeergarages werden rechtstreeks aangesloten op de dreef en zijn dat (voor zover nog aanwezig) nog steeds. In tegenstelling tot de meeste andere gedeelten in de Bijlmermeer is hier wel vernieuwing toegeslagen maar is de oorspronkelijke bebouwing en wegindeling grotendeels gehandhaafd. Wel werden de flatgebouwen en de omgeving gerenoveerd en aangepast. De dreef is dan ook nog in zijn geheel hooggelegen en niet verlaagd, dit in tegenstelling tot gedeelten van de Bijlmerdreef en Karspeldreef.
Ten oosten van de dreef bevindt zich het Bijlmersportcentrum, een politiebureau, een brandweerkazerne en het Nelson Mandelapark. Er bestaat geen adres Hoogoorddreef.
De dreef kreeg zijn definitieve naam bij een raadsbesluit van 20 januari 1971 en werd vernoemd naar enige boerderijen onder andere in Wouw en in Stedum.